# MechCommander
MechCommander est un jeu vidéo de tactique en temps réel développé par FASA Interactive et publié par MicroProse en 1998 sur PC. Le jeu se déroule dans l’univers de science-fiction de la franchise BattleTech, caractérisé par ses affrontements entre des robots géants. Le joueur commande, sur le plan tactique, une compagnie de robots de combats au cours d’une série de missions. Avant chaque scénario, il peut personnaliser ses robots en modifiant leur armement et leur capteur grâce à du matériel acheté ou récupéré sur la carcasse d’un robot détruit au combat. Le choix de matériel est au départ limité mais s’étoffe au fur et à mesure de la progression du joueur dans le jeu. Au cours des missions, le joueur contrôle un nombre limité de robots et de véhicules de soutien avec lesquels il doit remplir ses objectifs. Outre une campagne solo, le jeu inclut un mode multijoueur, par modem ou en réseau local, qui propose cinq scénarios comme des matchs à mort ou des captures du drapeau.
MechCommander est réédité en version gold par Hasbro Interactive en 1999. Cette réédition intègre une nouvelle campagne, de nouveaux robots et de nouvelles armes pour équiper ces derniers. Le jeu bénéficie également d'une extension, MechCommander: Desperate Measures, publiée en 1999 par MicroProse, ainsi que d'une suite, MechCommander 2, publiée en 2001 par Microsoft.

## Trame
MechCommander se déroule dans l’univers de science-fiction de la franchise BattleTech qui se caractérise par ses affrontements entre des robots de combats, les Mechs. Le joueur commande une compagnie de ces robots et est chargé par ses supérieurs de préparer le terrain en vue de la libération de la planète Port Arthur tenue par le clan Smoke Jaguar.

## Système de jeu
MechCommander est un jeu de tactique en temps réel dans lequel le joueur commande une compagnie de robots de combats au cours d’une série de missions. Avant chaque scénario, il peut personnaliser ses robots en modifiant leur armement et leur capteur grâce à du matériel acheté ou récupérer sur la carcasse d’un robot détruit au combat. Le choix de matériel est au départ limité mais s’étoffe au fur et à mesure de la progression du joueur dans le jeu. Au cours des missions, le joueur contrôle un nombre limité de robots et de véhicules de soutien avec lesquels il doit remplir ses objectifs. Outre une campagne solo, le jeu inclut un mode multijoueur, par modem ou en réseau local, qui propose cinq scénarios comme des matchs à mort ou des captures du drapeau.

## Versions et extension
MechCommander est développé par le studio américain FASA Interactive et est publié par MicroProse en 1998. Il est réédité en version gold par Hasbro Interactive en 1999. Cette réédition intègre une nouvelle campagne, de nouveaux robots et de nouvelles armes pour équiper ces derniers,. Le jeu bénéficie également d'une extension, MechCommander: Desperate Measures, publiée en 1999 par MicroProse.

## Accueil
| MechCommander         |      |       |
| Média                 | Pays | Notes |
| Computer Gaming World | US   | 4/5   |
| Cyber Stratège        | FR   | 5/5   |
| GameSpot              | US   | 73 %  |
| Gen4                  | FR   | 4/5   |
| Joystick              | FR   | 71 %  |
| PC Zone               | US   | 85 %  |

## Postérité
MechCommander bénéficie d'une suite, MechCommander 2, publiée en 2001 par Microsoft.